# Saison 2009-2010 du Chelsea FC
Maillots
Chronologie
Saison précédente Saison suivante
La saison 2009-2010 de football voit l'équipe de Chelsea s'aligner en Premiere League pour la 18e fois consécutive, en Ligue des champions, en FA Cup ainsi qu'en Carling Cup.

## Effectif professionnel
| Gardiens de but - 1 Petr Čech - 40 Henrique Hilário - 22 Ross Turnbull |  | Défenseurs - 2 Branislav Ivanović - 3 Ashley Cole - 6 Ricardo Carvalho - 17 José Bosingwa - 19 Paulo Ferreira - 26 John Terry (Capitaine) - 33 Alex Rodrigo Dias da Costa - 35 Juliano Belletti - 41 Sam Hutchinson - 42 Michael Mancienne(prêté) |  | Milieux - 5 Michael Essien - 8 Frank Lampard (Vice-Capitaine) - 10 Joe Cole - 12 John Obi Mikel - 13 Michael Ballack - 15 Florent Malouda - 18 Yuri Zhirkov - 20 Deco |  | Attaquants - 11 Didier Drogba - 21 Salomon Kalou - 23 Daniel Sturridge - 39 Nicolas Anelka - 44 Gaël Kakuta - 45 Fabio Borini |

## Buteurs (toutes compétitions)
(à jour après Chelsea - Portsmouth du 15 mai 2010)
- 37 buts : Didier Drogba
- 27 buts : Frank Lampard
- 15 buts : Florent Malouda
- 12 buts : Nicolas Anelka et Salomon Kalou
- 5 buts : Michael Ballack et Daniel Sturridge
- 4 buts : Michael Essien et Ashley Cole
- 3 buts : Deco et John Terry
- 2 buts : Joe Cole
- 1 but : Ricardo Carvalho, Paulo Ferreira et Alex Costa

De plus, Chelsea bénéficie de 7 buts inscrits contre leur camp leurs par les adversaires

## World Football Challenge
| Team         | Pld | W | WPk | LPk | L | GF | GA | GD | Pts |
| ------------ | --- | - | --- | --- | - | -- | -- | -- | --- |
| Chelsea FC   | 3   | 3 | 0   | 0   | 0 | 6  | 1  | +5 | 15  |
| Club América | 3   | 1 | 1   | 0   | 1 | 3  | 4  | −1 | 8   |
| Inter Milan  | 3   | 1 | 0   | 1   | 1 | 3  | 3  | 0  | 7   |
| AC Milan     | 3   | 0 | 0   | 0   | 3 | 2  | 6  | −4 | 2   |

| Date       | J.      | Adversaire   | Lieu                            | Score | Buteurs                       |
| ---------- | ------- | ------------ | ------------------------------- | ----- | ----------------------------- |
| 21/07/2009 | Match 1 | Inter Milan  | Rose Bowl, Pasadena, CA         | 2-0   | Drogba 11e Lampard 50e (pen.) |
| 24/07/2009 | Match 2 | AC Milan     | M&T Bank Stadium, Baltimore, MD | 2-1   | Drogba 7e Zhirkov 69e         |
| 26/07/2009 | Match 3 | Club América | Cowboys Stadium, Arlington, TX  | 2-0   | Di Santo 76e Malouda 78e      |

## Community Shield
| 9 août 2009 15:00 CEST                      | Manchester United     | 2 (1) – (4) 2                                                   | Chelsea                    | Wembley Stadium, Londres                   |                                            |
|                                             | Nani 10e · Rooney 92e |                                                                 | 52e Carvalho · 71e Lampard | Spectateurs : 85 896 Arbitrage : Chris Foy | Spectateurs : 85 896 Arbitrage : Chris Foy |
| Ryan Giggs · Michael Carrick · Patrice Évra | Tirs au but 1–4       | Frank Lampard · Michael Ballack · Didier Drogba · Salomon Kalou |                            | Spectateurs : 85 896 Arbitrage : Chris Foy | Spectateurs : 85 896 Arbitrage : Chris Foy |

| Manchester United | Chelsea |

| Titulaires :      |    |                   |     |     |
|                   |    |                   |     |     |
| GB                | 12 | Ben Foster        |     |     |
| DD                | 22 | John O'Shea       |     | 75e |
| DC                | 5  | Rio Ferdinand (c) |     |     |
| DC                | 23 | Jonny Evans       |     |     |
| DG                | 3  | Patrice Évra      | 80e |     |
| MD                | 17 | Nani              |     | 63e |
| MC                | 24 | Darren Fletcher   |     | 75e |
| MC                | 16 | Michael Carrick   |     |     |
| MG                | 13 | Park Ji-Sung      |     | 75e |
| AT                | 10 | Wayne Rooney      |     |     |
| AT                | 9  | Dimitar Berbatov  | 4e  | 75e |
| Remplaçants :     |    |                   |     |     |
| GB                | 29 | Tomasz Kuszczak   |     |     |
| DC                | 20 | Fábio             |     | 75e |
| MT                | 11 | Ryan Giggs        |     | 75e |
| MT                | 18 | Paul Scholes      |     | 75e |
| MT                | 25 | Antonio Valencia  |     | 63e |
| MT                | 28 | Darron Gibson     |     |     |
| AT                | 7  | Michael Owen      | 86e | 75e |
| Entraineur :      |    |                   |     |     |
| Sir Alex Ferguson |    |                   |     |     |

| Titulaires :    |    |                    |     |     |
|                 |    |                    |     |     |
| GB              | 1  | Petr Čech          |     |     |
| DD              | 2  | Branislav Ivanović | 13e | 46e |
| DC              | 6  | Ricardo Carvalho   |     |     |
| DC              | 26 | John Terry (c)     |     |     |
| DG              | 3  | Ashley Cole        |     |     |
| MDC             | 12 | John Obi Mikel     |     | 65e |
| MD              | 5  | Michael Essien     |     |     |
| MG              | 15 | Florent Malouda    |     | 78e |
| MO              | 8  | Frank Lampard      |     |     |
| AT              | 39 | Nicolas Anelka     |     | 84e |
| AT              | 11 | Didier Drogba      |     |     |
| Remplaçants :   |    |                    |     |     |
| GB              | 40 | Hilário            |     |     |
| DF              | 17 | José Bosingwa      |     | 46e |
| DF              | 33 | Alex               |     |     |
| DF              | 35 | Juliano Belletti   |     |     |
| MT              | 13 | Michael Ballack    |     | 65e |
| MT              | 20 | Deco               |     | 78e |
| AT              | 21 | Salomon Kalou      |     | 84e |
| Entraineur :    |    |                    |     |     |
| Carlo Ancelotti |    |                    |     |     |

## Parcours enCoupe de la ligue
| Date       | Tour          | Adversaire          | Lieu                     | Score           | Buteurs                                   |
| ---------- | ------------- | ------------------- | ------------------------ | --------------- | ----------------------------------------- |
| 23/09/2009 | 3e tour       | Queens Park Rangers | Stamford Bridge, Londres | 1-0             | Kalou 52e                                 |
| 28/10/2009 | 4e tour       | Bolton Wanderers    | Stamford Bridge, Londres | 4-0             | Kalou 15e Malouda 26e Deco 67e Drogba 89e |
| 02/12/2009 | 1/4 de finale | Blackburn Rovers    | Ewood Park, Blackburn    | 3-3 t.a.b (4-3) | Drogba 48e Kalou 52e Ferreira 122e        |

Chelsea est éliminé de la compétition le 2 décembre en quarts de finale après une défaite aux tirs au but face à Blackburn.

## Parcours enFA Cup
| Date       | Tour          | Adversaire   | Lieu                     | Score | Buteurs                                                    |
| ---------- | ------------- | ------------ | ------------------------ | ----- | ---------------------------------------------------------- |
| 03/01/2010 | 3e tour       | Watford      | Stamford Bridge, Londres | 5-0   | Sturridge 5e 68e Eustace 15e (csc) Malouda 22e Lampard 64e |
| 23/01/2010 | 4e tour       | Preston      | Deepdale, Preston        | 0-2   | Anelka 37e Sturridge 48e                                   |
| 13/02/2010 | 1/8 de finale | Cardiff City | Stamford Bridge, Londres | 4-1   | Drogba 2e Ballack 51e Sturridge 69e Kalou 84e              |
| 06/03/2010 | 1/4 de finale | Stoke City   | Stamford Bridge, Londres | 2-0   | Lampard 35e Terry 67e                                      |
| 10/04/2010 | 1/2 finale    | Aston Villa  | Wembley Stadium, Londres | 0-3   | Drogba 67e Malouda 88e Lampard 90+4e                       |
| 15/05/2010 | Finale        | Portsmouth   |                          | 1-0   | Drogba 59e                                                 |

## Championnat d'Angleterre

### Matchs
| Date       | J.  | Adversaire        | Lieu                                   | Score | Buteurs                                                                          |
| ---------- | --- | ----------------- | -------------------------------------- | ----- | -------------------------------------------------------------------------------- |
| 15/08/2009 | J01 | Hull City         | Stamford Bridge, Londres               | 2-1   | Drogba 36e 90e                                                                   |
| 18/08/2009 | J02 | Sunderland        | Stadium of Light, Sunderland           | 1-3   | Ballack 51e Lampard 60e (pen.) Deco 69e                                          |
| 23/08/2009 | J03 | Fulham            | Craven Cottage, Londres                | 0-2   | Drogba 39e Anelka 76e                                                            |
| 29/08/2009 | J04 | Burnley           | Stamford Bridge, Londres               | 3-0   | Anelka 45e Ballack 47e A. Cole 52e                                               |
| 12/09/2009 | J05 | Stoke City        | Britannia Stadium, Stoke-on-Trent      | 1-2   | Drogba 45e Malouda 90e                                                           |
| 20/09/2009 | J06 | Tottenham         | Stamford Bridge, Londres               | 3-0   | A. Cole 32e Ballack 58e Drogba 63e                                               |
| 26/09/2009 | J07 | Wigan             | DW Stadium, Wigan                      | 3-1   | Drogba 47e                                                                       |
| 04/10/2009 | J08 | Liverpool         | Stamford Bridge, Londres               | 2-0   | Anelka 60e Malouda 90+1e                                                         |
| 17/10/2009 | J09 | Aston Villa       | Villa Park, Birmingham                 | 2-1   | Drogba 15e                                                                       |
| 24/10/2009 | J10 | Blackburn Rovers  | Stamford Bridge, Londres               | 5-0   | Givet 20e (csc) Lampard 48e 59e (pen.) Essien 52e Drogba 64e                     |
| 31/10/2009 | J11 | Bolton Wanderers  | Reebok Stadium, Bolton                 | 0-4   | Lampard 45e (pen.) Deco 61e Knight 82e (csc) Drogba 90e                          |
| 08/11/2009 | J12 | Manchester United | Stamford Bridge, Londres               | 1-0   | Terry 76e                                                                        |
| 21/11/2009 | J13 | Wolverhampton     | Stamford Bridge, Londres               | 4-0   | Malouda 5e Essien 12e 22e J. Cole 56e                                            |
| 29/11/2009 | J14 | Arsenal           | Emirates Stadium, Londres              | 0-3   | Drogba 41e 86e Vermaelen 44e (csc)                                               |
| 05/12/2009 | J15 | Manchester City   | City of Manchester Stadium, Manchester | 2-1   | Adebayor 8e (csc)                                                                |
| 12/12/2009 | J16 | Everton           | Stamford Bridge, Londres               | 3-3   | Drogba 18e 59e Anelka 23e                                                        |
| 16/12/2009 | J17 | Portsmouth        | Stamford Bridge, Londres               | 2-1   | Anelka 23e Lampard 79e (pen.)                                                    |
| 20/12/2009 | J18 | West Ham          | Boleyn Ground, Londres                 | 1-1   | Lampard 60e (pen.)                                                               |
| 26/12/2009 | J19 | Birmingham City   | St Andrew's, Birmingham                | 0-0   |                                                                                  |
| 28/12/2009 | J20 | Fulham            | Stamford Bridge, Londres               | 2-1   | Drogba 73e Smalling 75e (csc)                                                    |
| 16/01/2010 | J22 | Sunderland        | Stamford Bridge, Londres               | 7-2   | Anelka 8e 65e Malouda 18e A. Cole 22e Lampard 33e 90e Ballack 53e                |
| 27/01/2010 | J23 | Birmingham        | Stamford Bridge, Londres               | 3-0   | Malouda 6e Lampard 32e 90e                                                       |
| 30/01/2010 | J24 | Burnley           | Turf Moor, Burnley                     | 1-2   | Anelka 27e Terry 82e                                                             |
| 02/02/2010 | J21 | Hull City         | KC Stadium, Kingston-upon-Hull         | 1-1   | Drogba 42e                                                                       |
| 07/02/2010 | J25 | Arsenal           | Stamford Bridge, Londres               | 2-0   | Drogba 8e 23e                                                                    |
| 10/02/2010 | J26 | Everton           | Goodison Park, Liverpool               | 2-1   | Malouda 17e                                                                      |
| 20/02/2010 | J27 | Wolverhampton     | Molineux Stadium, Wolverhampton        | 0-2   | Drogba 40e 67e                                                                   |
| 27/02/2010 | J28 | Manchester City   | Stamford Bridge, Londres               | 2-4   | Lampard 42e 90e                                                                  |
| 13/03/2010 | J30 | West Ham          | Stamford Bridge, Londres               | 4-1   | Alex Costa 15e Drogba 55e 89e Malouda 76e                                        |
| 21/03/2010 | J31 | Blackburn Rovers  | Ewood Park, Blackburn                  | 1-1   | Drogba 6e                                                                        |
| 24/03/2010 | J29 | Portsmouth        | Fratton Park, Portsmouth               | 0-5   | Drogba 32e 77e Malouda 50e 60e Lampard 90+4e                                     |
| 27/03/2010 | J32 | Aston Villa       | Stamford Bridge, Londres               | 7-1   | Lampard 14e 43e (pen.) 62e (pen.) 90+1e Malouda 57e 67e Kalou 83e                |
| 03/04/2010 | J33 | Manchester United | Old Trafford, Manchester               | 1-2   | J. Cole 20e Drogba 79e                                                           |
| 13/04/2010 | J34 | Bolton Wanderers  | Stamford Bridge, Londres               | 1-0   | Anelka 43e                                                                       |
| 17/04/2010 | J35 | Tottenham         | White Hart Lane, Londres               | 2-1   | Lampard 90+3e                                                                    |
| 25/04/2010 | J36 | Stoke City        | Stamford Bridge, Londres               | 7-0   | Kalou 24e 31e 68e Lampard 44e (pen.) 81e Sturridge 87e Malouda 89e               |
| 02/05/2010 | J37 | Liverpool         | Anfield, Liverpool                     | 0-2   | Drogba 33e Lampard 54e                                                           |
| 09/05/2010 | J38 | Wigan             | Stamford Bridge, Londres               | 8-0   | Anelka 6e 56e Lampard 32e (pen.) Kalou 54e Drogba 63e 68e (pen.) 80e A. Cole 90e |

### Classement
au 8 mai 2010
| Rang | Équipe                  | Pts | J  | G  | N  | P  | Bp  | Bc | Diff |
| ---- | ----------------------- | --- | -- | -- | -- | -- | --- | -- | ---- |
| 1    | Chelsea V               | 86  | 38 | 27 | 5  | 6  | 103 | 32 | +71  |
| 2    | Manchester United T, CL | 85  | 38 | 27 | 4  | 7  | 86  | 28 | +58  |
| 3    | Arsenal                 | 75  | 38 | 23 | 6  | 9  | 83  | 41 | +42  |
| 4    | Tottenham               | 70  | 38 | 21 | 7  | 10 | 67  | 41 | +26  |
| 5    | Manchester City         | 67  | 38 | 18 | 13 | 7  | 73  | 45 | +28  |
| 6    | Aston Villa             | 64  | 38 | 17 | 13 | 8  | 52  | 39 | +13  |
| 7    | Liverpool               | 63  | 38 | 18 | 9  | 11 | 61  | 35 | +26  |
| 8    | Everton                 | 61  | 38 | 16 | 13 | 9  | 60  | 49 | +11  |
| 9    | Birmingham P            | 50  | 38 | 13 | 11 | 14 | 38  | 47 | -9   |
| 10   | Blackburn               | 50  | 38 | 13 | 11 | 14 | 41  | 55 | -14  |
| 11   | Stoke                   | 47  | 38 | 11 | 14 | 13 | 34  | 48 | -14  |
| 12   | Fulham                  | 46  | 38 | 12 | 10 | 16 | 39  | 46 | -7   |
| 13   | Sunderland              | 44  | 38 | 11 | 11 | 16 | 48  | 56 | -8   |
| 14   | Bolton                  | 39  | 38 | 10 | 9  | 19 | 42  | 67 | -25  |
| 15   | Wolverhampton P         | 38  | 38 | 9  | 11 | 18 | 32  | 56 | -24  |
| 16   | Wigan                   | 36  | 38 | 9  | 9  | 20 | 37  | 79 | -42  |
| 17   | West Ham                | 35  | 38 | 8  | 11 | 19 | 47  | 66 | -19  |
| 18   | Burnley P               | 30  | 38 | 8  | 6  | 24 | 42  | 82 | -40  |
| 19   | Hull                    | 30  | 38 | 6  | 12 | 20 | 34  | 75 | -41  |
| 20   | Portsmouth              | 19  | 38 | 7  | 7  | 24 | 34  | 66 | -32  |

### Buteurs
Nombre de buts : noms des joueurs (classement du joueur en Premier League) À jour après la fin du championnat
- 29 buts : Didier Drogba (#1)
- 22 buts : Frank Lampard (#5)
- 12 buts : Florent Malouda (#13)
- 11 buts : Nicolas Anelka (#16)
- 5 buts : Salomon Kalou
- 4 buts : Ashley Cole et Michael Ballack (#63)
- 3 buts : Michael Essien (#82)
- 2 buts : Deco, Joe Cole et John Terry (#120)
- 1 but : Alex Costa et Daniel Sturridge(#174)

### Passeurs
Nombre de passes : noms des joueurs (classement du joueur en Premier League) à jour après la fin du championnat
- 17 passes : Frank Lampard (#1)
- 13 passes : Didier Drogba (#3)
- 10 passes : Nicolas Anelka (#9)
- 9 passes : Florent Malouda (#15)
- 6 passes : Branislav Ivanović
- 5 passes : Michael Ballack et Joe Cole (#40)
- 4 passes : Yuri Zhirkov, Salomon Kalou (#58)
- 3 passes : Ashley Cole (#83)
- 2 passes : Deco, Daniel Sturridge et John Terry (#126)
- 1 passe : Juliano Belletti, Jose Bosingwa, Ricardo Carvalho, Petr Čech, John Obi Mikel et Sam Hutchinson (#187)

## Parcours enLigue des champions
| Rang | Équipe          | Pts | J | G | N | P | Bp | Bc | Diff |
| ---- | --------------- | --- | - | - | - | - | -- | -- | ---- |
| 1    | Chelsea FC      | 14  | 6 | 4 | 2 | 0 | 11 | 4  | +7   |
| 2    | FC Porto        | 12  | 6 | 4 | 0 | 2 | 8  | 3  | +5   |
| 3    | Atletico Madrid | 3   | 6 | 0 | 3 | 3 | 3  | 12 | -9   |
| 4    | APOEL Nicosie   | 3   | 6 | 0 | 3 | 3 | 4  | 7  | -3   |

| Date       | J.  | Adversaire      | Lieu                           | Score | Buteurs                                      |
| ---------- | --- | --------------- | ------------------------------ | ----- | -------------------------------------------- |
| 15/09/2009 | J01 | FC Porto        | Stamford Bridge, Londres       | 1-0   | Anelka 48e                                   |
| 30/09/2009 | J02 | APOEL Nicosie   | Neo GSP, Nicosie               | 0-1   | Anelka 18e                                   |
| 21/10/2009 | J03 | Atletico Madrid | Stamford Bridge, Londres       | 4-0   | Kalou 41e, 52e Lampard 69e Perea 90+1e (csc) |
| 03/11/2009 | J04 | Atletico Madrid | Stade Vicente Calderón, Madrid | 2-2   | Drogba 82e 88e                               |
| 25/11/2009 | J05 | FC Porto        | Stade du dragon, Porto         | 0-1   | Anelka 69e                                   |
| 08/12/2009 | J06 | APOEL Nicosie   | Stamford Bridge, Londres       | 2-2   | Essien 18eDrogba 24e                         |

### 1/8 de finale
| Date       | J.     | Adversaire  | Lieu                     | Score | Buteurs   |
| ---------- | ------ | ----------- | ------------------------ | ----- | --------- |
| 24/02/2010 | Aller  | Inter Milan | Stade San Siro, Milan    | 2-1   | Kalou 51e |
| 16/03/2010 | Retour | Inter Milan | Stamford Bridge, Londres | 0-1   |           |

## Séries en cours et autres statistiques
(à jour après Chelsea - Wigan du 9 mai 2010)
- Chelsea a marqué 141 buts cette saison pour 55 matchs joués (2,44 par match) :

- 103 buts en 38 matchs de Premier League (2,56) ;
- 12 buts en 8 matchs de Ligue des Champions (1,5) ;
- 16 buts en 5 matchs FA Cup (3,25) ;
- 8 buts en 3 matchs de Coupe de la Ligue (2,67) ;
- 2 buts en 1 match pour le compte de la Community Shield (2).
- Chelsea a encaissé 45 buts pour 55 matchs joués cette saison (0,87) :

- 32 buts en 38 matchs de Premier League (0,91) ;
- 7 buts en 8 matchs de Ligue des Champions (0,87) ;
- 1 but en 5 matchs FA Cup (0,20) ;
- 3 buts en 3 matchs de Coupe de la Ligue (1) ;
- 2 buts en 1 match pour le compte de la Community Shield (2).
- Chelsea a joué 55 matchs cette saison :

- 40 victoires (dont une aux tirs au but) ;
- 7 nuls ;
- 8 défaites (dont une aux tirs au but).
- Chelsea dispose de la meilleure attaque de Premier League avec 103 buts inscrits.

Avec 32 buts encaissés, Chelsea est la deuxième meilleure défense du championnat derrière Manchester United (28).
Chelsea a maintenu sa cage inviolée lors de 18 matchs (sur 38) ce qui place le club en première position, à égalité avec Manchester United.
Chelsea dispose de la meilleure différence de but de Premier League (+71).
- Dernière statistique : Chelsea a marqué au moins 1 but dans 53 des 55 matchs joués cette saison : le club est resté muet le 26 décembre 2009 en championnat contre Birmingham City (0-0) et le 16 mars 2010 en ligue des champions contre l'Inter Milan (0-1).